# Obsjtina Pleven
Obsjtina Pleven (bulgariska: Община Плевен) är en kommun i Bulgarien.   Den ligger i regionen Pleven, i den centrala delen av landet, 140 km nordost om huvudstaden Sofija. Antalet invånare är 311 985. Arean är 4 334 kvadratkilometer. Obsjtina Pleven gränsar till Lovetj.
Terrängen i Obsjtina Pleven är kuperad åt sydväst, men åt nordost är den platt.
Obsjtina Pleven delas in i:
- Beglezj
- Bochot
- Brestovets
- Brăsjljanitsa
- Bukovlăk
- Vărbitsa
- Grivitsa
- Disevitsa
- Koilovtsi
- Kăsjin
- Metjka
- Nikolaevo
- Opanets
- Pelisjat
- Radisjevo
- Ralevo
- Slavjanovo
- Todorovo
- Tutjenitsa
- Tărnene
- Jasen

Följande samhällen finns i Obsjtina Pleven:
- Pleven
- Slavjanovo